# Давичи
„Давичи“ (на корейски: 다비치) е южнокорейски поп дует, създаден през 2008 г. Дуото се състои от вокалистките Ли Хе-ри и Канг Мин-кюнг. Името им, Davichi, произлиза от корейската фраза „блестя над всичко“.
Дуото е издало три студийни албума и шест миниалбума към 2023 г. и участва в няколко саундтрака за телевизионни драми като Big (2012), Iris II (2013), It's Okay, That's Love (2014), Descendants of the Sun (2016) и Moon Lovers: Scarlet Heart Ryeo (2016). От дебюта си със сингъла I Love You Even Though I Hate You дуетът преживява постоянен комерсиален успех със седем сингъла, класирани на първо място в Корея. Дамите имат по-малко поп естетика, отколкото обикновено определя K-pop и Hallyu, като се фокусират повече върху мощни балади, повлияни от R&B.

## Кариера

### 2008 – 2010: Дебют и пробив
Дуото издава своя дебютен студиен албум, Amaranth, на 4 февруари 2008 г. Промоционалната песен I Love You Even Though I Hate You печели наградата „Новобранец на месеца“ за февруари на Cyworld Digital Music Awards. На 8 юли издава преработено издание на първия си албум, озаглавено Vivid Summer Edition, с Love and War като промоционален сингъл.
През последните месеци на 2008 г. Davichi печели награди за „Най-добър нов изпълнител“ на Mnet Asian Music Awards, Golden Disk Awards и Seoul Music Awards.
На 5 март 2009 г. Davichi издава Davichi in Wonderland, с водещия сингъл 8282. Песента добива популярност сред широката публика и продължава успеха на дуета в класациите.
На следващата година, на 6 май 2010 г., Davichi издава второто си EP, Innocence, с водещия сингъл Time, Please Stop. Музикалното видео към водещия сингъл включва Eun-jung от T-ara.

### 2011 – 2012:Love Delight
На 16 август 2011 г. е обявено, че Davichi ще издаде третото си EP, Love Delight, по-късно през месеца. На 27 август е разкрито от лейбъла на Davichi, Core Contents Media, че целият албум на Love Delight е изтекъл в интернет. Въпреки че изтичането бързо си проправя път през сайтовете на интернет порталите, компанията избира да не променя датата на пускане. Love Delight е пуснат на 29 август заедно с музикалното видео към водещия сингъл Don't Say Goodbye. Песента заема първо място в класацията Gaon Digital Chart на Корея и Billboard K-Pop Hot 100 за три последователни седмици.
На 7 октомври 2012 г. е обявено, че членовете на Davichi ще напуснат своя лейбъл, за да създадат независима компания. Въпреки това по-малко от месец по-късно е разкрито, че дуото е оттеглило решението си да напусне Core Contents Media и е подновило договорите си.

### 2013 – 2014:Mystic Balladи6,7
На 3 март 2013 г. е пуснат музикалният видеоклип за предварителния сингъл Turtle от втория студиен албум на Davichi Mystic Ballad. В музикалния видеоклип участва членът на 5dolls Hyoyoung. Turtle се класира на първо място в Gaon Single Chart на Южна Корея. На 18 март Davichi издава заглавната песен Just the Two of Us заедно с пълния албум, който включва сътрудничество с Duble Sidekick, Verbal Jint, Jung Suk-won и Ryu Jae-hyun. Сингълът заема първо място в музикална класация, което отбелязва петнадесетата победа на Davichi в музикално шоу.
На 1 април Davichi пуска дигиталния сингъл Be Warmed (feat. Verbal Jint). Песента първоначално е включена в списъка с песни за Mystic Ballad, но беше извадена по неизвестни причини. Посрещната е с незабавен успех в Южна Корея. На 27 юни Davichi издава дигиталния сингъл албум Memories of Summer с песента Because I Miss You Today, която е продуцирана от Choi Kyu-sung.
На 23 февруари 2014 г. е обявено, че договорът на „Давичи“ е изтекъл и че подновяването му с Core Contents Media изглежда малко вероятно. Малко след това става ясно, че дуото наистина не е преподписало, но ще издаде последен студиен албум с компанията като „прощален подарък“. На 4 юни Davichi издава Again с участието на Kim Tae-min, Park Sang-won и Seunghee на F-ve Dolls. На 18 юни излиза Pillow, неиздавана до този момент дебютна песен. На 3 юли Davichi издава Don't Move като последния си сингъл под Core Contents Media с музикалното видео с участието на Dani от T-ara N4 и Sungmin от Speed.
На 13 юли Davichi пуска It's Okay, That's Love, който прозвучава в едноименната драма на SBS. Малко след това, на 17 юли, дуото подписва ексклузивен договор със CJ E&M.

### 2015 – 2016:Davichi Hug,50 x Half
Davichi издава новото си EP Davichi Hug на 21 януари 2015 г. с двата водещи сингъла, Crying Again и Sorry, I'm Happy. На 16 декември излиза сингълът WHITE с участието на Jay Park.
На 13 октомври 2016 г. Davichi издава шестото си EP 50 x Half с двойни заглавни песни Beside Me и Love Is To Give. На 28 октомври Davichi обявява соловия си концерт, озаглавен Davichi In Tempo <50 X HALF>. Два концерта се провеждат в Сеул в Голямата зала на университета Йонсей от 30 до 31 декември.

### От 2017 г.:&10, нови сингли иSeason Note
На 11 октомври 2017 г. Davichi пуска дигиталния си сингъл, озаглавен To Me. На 15 декември 2017 г. дуетът обявява, че соловите концерти, озаглавени Davichi La êve Concert 2017, ще се проведат в Сеул в Голямата зала на университета Йонсей от 23 до 24 декември.
На 16 януари 2018 г. B2M Entertainment обявява, че Davichi ще издаде третия си студиен албум, за да отпразнува 10-годишнината си. Davichi издава своя трети студиен албум &10 на 25 януари със заглавната песен Days Without You.
Davichi пуска сингъла Unspoken Words на 17 май 2019 г. Текстът на песента е за сърцето на една жена, на която все още ѝ липсва любимият ѝ след раздяла. 
На 12 април 2021 г. излиза нов сингъл – Just Hug Me. Песента е описана като балада със средно темпо с текст за жената, която иска бившият ѝ любовник да я прегърне топло с любящо сърце без никакви извинения или думи в момента, в който се срещнат отново след раздяла.
Davichi пуска нов сингъл, First Loss, на 18 октомври 2021 г. Издава също сингъла Everyday Christmas на 6 декември 2021 г.
На 16 май 2022 г. Davichi пуска седмия си разширен сингъл, Season Note, с водещия сингъл Fanfare.

## Концерти
- Davichi 1st Concert „The Premiere“ In Seoul (2009)
- Коледен концерт на Davichi в Сеул (2010)
- Davichi Concert 'To Send' (2011)
- Davichi Concert 'Davichi Code' (2013)
- Davichi Concert 'Winter Hug' (2015)
- Davichi In Tempo <50 X HALF> (2016)
- Davichi OST & Greatest Hits на живо в Сингапур (2017)
- Davichi La êve Concert (2017)
- Davichi Live Tour '&10' (2018)
- Davichi Winter Party (2018)
- Концерт на Давичи в Тайпе (2019)
- Davichi Concert In LA & San Francisco (2019)
- Davichi Concert 'DAVICHI CONCERT' (2019)

## Дискография
- Amaranth (2008)
- Mystic Ballad (2013)
- &10 (2018)

## Bъншни препратки
- Официален сайт

|  | Тази страница частично или изцяло представлява превод на страницата Davichi в Уикипедия на английски. Оригиналният текст, както и този превод, са защитени от Лиценза „Криейтив Комънс – Признание – Споделяне на споделеното“, а за съдържание, създадено преди юни 2009 година – от Лиценза за свободна документация на ГНУ. Прегледайте историята на редакциите на оригиналната страница, както и на преводната страница, за да видите списъка на съавторите. ВАЖНО: Този шаблон се отнася единствено до авторските права върху съдържанието на статията. Добавянето му не отменя изискването да се посочват конкретни източници на твърденията, които да бъдат благонадеждни. |